# Fruiz
Fruiz è un comune spagnolo di 347 abitanti situato nella comunità autonoma dei Paesi Baschi.